# Піарниця
Піа́рниця (англ. Flack) — британський комедійно-драматичний мінісеріал із лауреаткою «Оскара» Анною Паквін та номінанткою премії Софі Оконедо у головних ролях. Автор серіалу — британський актор і сценарист Олівер Ленслі.
Прем'єра шести епізодів першого сезону відбулася 21 лютого — 28 березня 2019 року, другого — 13 квітня — 18 травня 2020 року.

## Синопсис
Гасло серіалу: «Це не скандал, якщо ніхто про це не знає».
Головна героїня працює в піар-агенції, вона першокласний спеціаліст із розв'язання найгучніших та найбрудніших скандалів, у які потрапляють її знамениті клієнти. У вільний від роботи час, якого катастрофічно не вистачає, героїня намагається вирішити ще й свої власні проблеми.

## Українське багатоголосе закадрове озвучення
Українською мовою перший сезон серіалу озвучено студія «DniproFilm».

## Акторський склад
- Анна Паквін — Робін, піарниця, публіцист, американка, яка живе і працює в Лондоні
- Софі Оконедо — Керолайн, глава міжнародної піар-агенції «Мілз Полсон»
- Женевьєва Енджелсон — Рут, сестра Робін
- Лідія Вілсон — Ів, піарниця, колега і найкраща подруга Робін
- Ребека Бенсон — Мелоді, стажистка в агенції
- Арінзе Кін — Сем, медбрат, бойфренд Робін
- Марк Воррен — колишній наркоман
- Руфус Джонс — Марк, чоловік Рут
- Ендрю Люн — Крейг, IT-фахівець
- Еліза Райлі — Келлі, старша дочка Рут і Марка
- Меган Тредвей — Бель, помічниця Керолайн

### Запрошені актори
1 епізод «Ентоні»
- Макс Бізлі — Ентоні Гендерсон, ведучий кулінарної програми, автор книги, сексоголік
- Крістін Боттомлі — Саллі, його дружина
- Ллойд Еверітт — Патрік Ендрюс, футболіст прем'єр-ліги, прихований гомосексуал

2 епізод «Саммер»
- Ціон Габте — Саммер, юна співачка-зірка
- Голлі Демпсі — Габріела, акторка, запрошена для знімання порно
- Індра Ове / Чу Омамбала — Болтони, батьки співачки

3 епізод «Ден»
- Алан Девіс — Ден Проктор, стендап-комік, гомофоб

4 епізод «Брук»
- Кетрін Келлі — Брук, засновниця косметичної компанії

5 епізод «Келвін»
- Бредлі Вітфорд — Келвін Купер, важливий клієнт агенції, прихований педофіл[1]

6 епізод «Патрік»
- Ллойд Еверітт — Патрік Ендрюс, футболіст прем'єр-ліги, прихований гомосексуал
- Кадіфф Кірван — Гарі, футболіст прем'єр-ліги, удаваний гомосексуал

## Список епізодів
| Сезон | Сезон | Кількість епізодів | Прем'єрний показ | Прем'єрний показ |
| Сезон | Сезон | Кількість епізодів | Початок          | Закінчення       |
| ----- | ----- | ------------------ | ---------------- | ---------------- |
|       | 1     | 6                  | 21 лютого 2019   | 28 березня 2019  |
|       | 2     | 6                  | 13 квітня 2020   | 18 травня 2020   |

### Перший сезон (2019)
| 1 | 1 | Ентоні / Anthony | Пітер Катанео | Олівер Ленслі | 21 February 2019 | -        | 2 | 2 | Саммер / Summer | Пітер Катанео | Олівер Ленслі | 28 February 2019 | 307 / 45 |
| 3 | 3 | Ден / Dan        | Пітер Катанео | Олівер Ленслі | 7 March 2019     | 282 / 22 |   |   |                 |               |               |                  |          |
| 4 | 4 | Брук / Brooke    | Джордж Кейн   | Олівер Ленслі | 14 March 2019    | 282 / 52 |   |   |                 |               |               |                  |          |
| 5 | 5 | Келвін / Calvin  | Джордж Кейн   | Олівер Ленслі | 21 March 2019    | 242 / 64 |   |   |                 |               |               |                  |          |
| 6 | 6 | Патрік / Patrick | Джордж Кейн   | Олівер Ленслі | 28 March 2019    | 254 / 36 |   |   |                 |               |               |                  |          |

### Другий сезон (2020)
| Номер епізоду (в серіалі) | Номер епізоду (в сезоні) | Назва                          | Режисер           | Сценарист     | Прем'єра       | Глядачі, Велика Британія; тис. |
| ------------------------- | ------------------------ | ------------------------------ | ----------------- | ------------- | -------------- | ------------------------------ |
| 7                         | 1                        | Софі / Sofi                    | Алісія Макдональд | Олівер Ленслі | 13 квітня 2020 | 218                            |
| 8                         | 2                        | Бренд Баррон / Brand Barron    | Алісія Макдональд | Олівер Ленслі | 20 квітня 2020 | 127                            |
| 9                         | 3                        | Клара / Clara                  | Алісія Макдональд | Олівер Ленслі | 27 квітня 2020 | 165                            |
| 10                        | 4                        | Данкан / Duncan                | Олівер Ленслі     | Олівер Ленслі | 4 травня 2020  | 231                            |
| 11                        | 5                        | Алекса / Alexa                 | Стівен Моєр       | Олівер Ленслі | 11 травня 2020 | 286                            |
| 12                        | 6                        | Денні й Діпак / Danny & Deepak | Стівен Моєр       | Олівер Ленслі | 18 травня 2020 | 270                            |

## Відгуки та вплив
Серіал «Піарниця» отримав здебільшого позитивні відгуки від критиків за гострий сценарій, динамічний сюжет та сильні акторські роботи, особливо Анни Паквін. Оглядачі відзначали, що серіал тонко поєднує драму і чорний гумор, розкриваючи складнощі сучасного медіапростору та етики піару.
Крім того, «Піарниця» стала предметом дискусій про роль піару в сучасному суспільстві та моральні дилеми, з якими стикаються фахівці цієї сфери. У деяких країнах серіал набув культового статусу серед глядачів, які працюють у сфері комунікацій і медіа, і став прикладом для обговорення професійних стандартів та відповідальності.